# Leidschendam
Leidschendam és una ciutat del municipi de Leidschendam-Voorburg, a la província d'Holanda del Sud, a l'oest dels Països Baixos. Leidschendam fou un municipi a part fins a la reestructuració de municipis neerlandesos de l'any 2002, quan es va fusionar amb Voorburg. L'1 de gener de 2009 tenia 28.000 habitants.

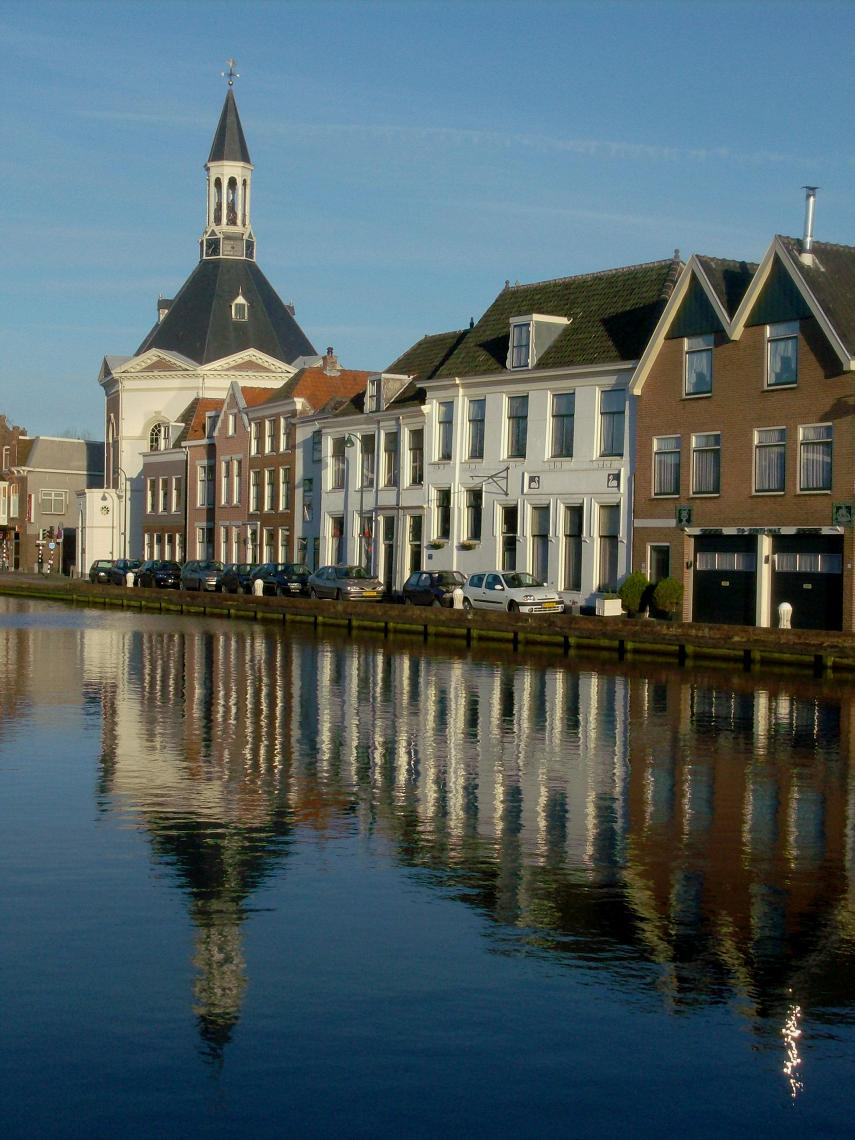
Vista de Leidschendam
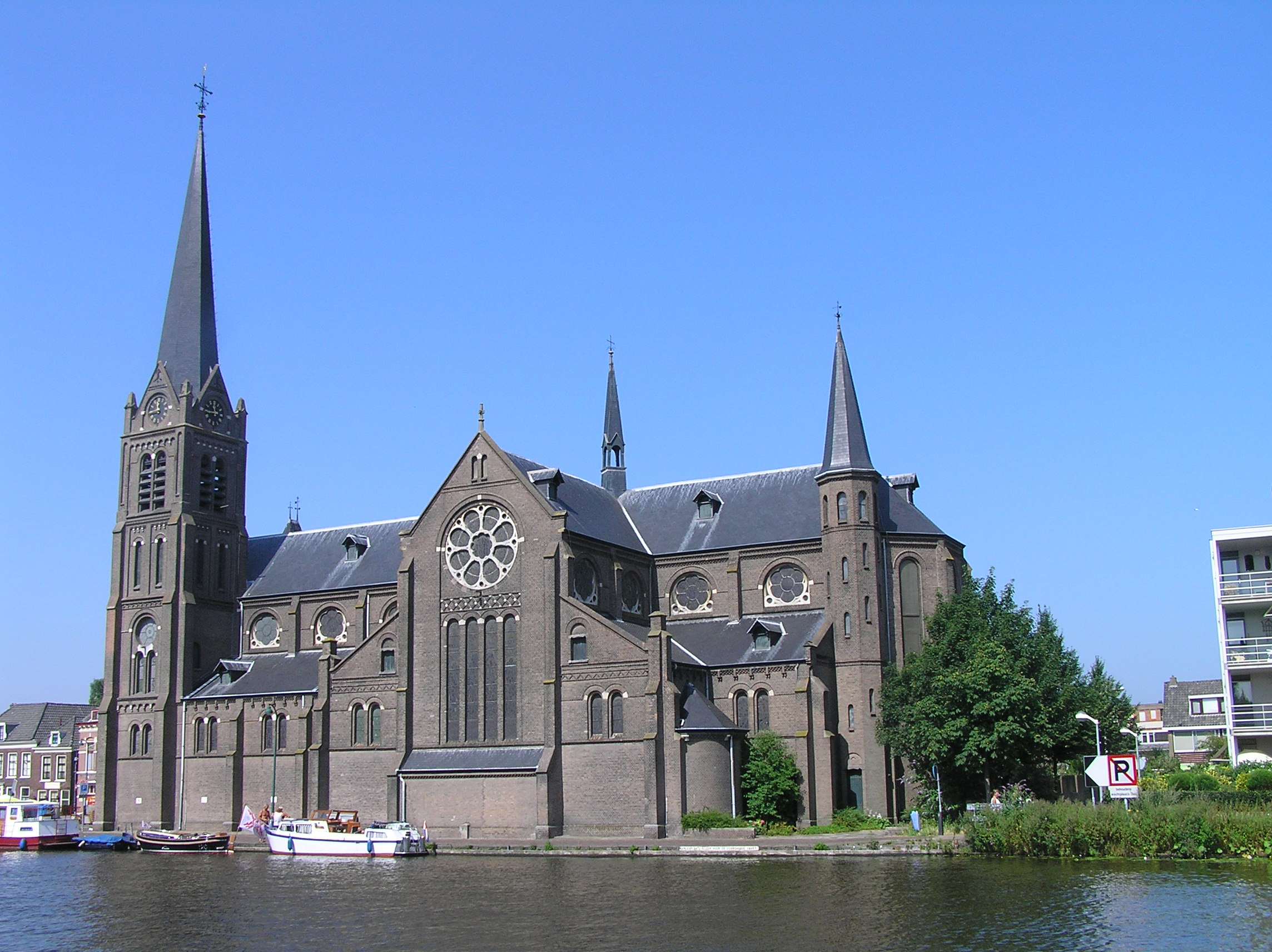
L'església Sant Pere i Pau
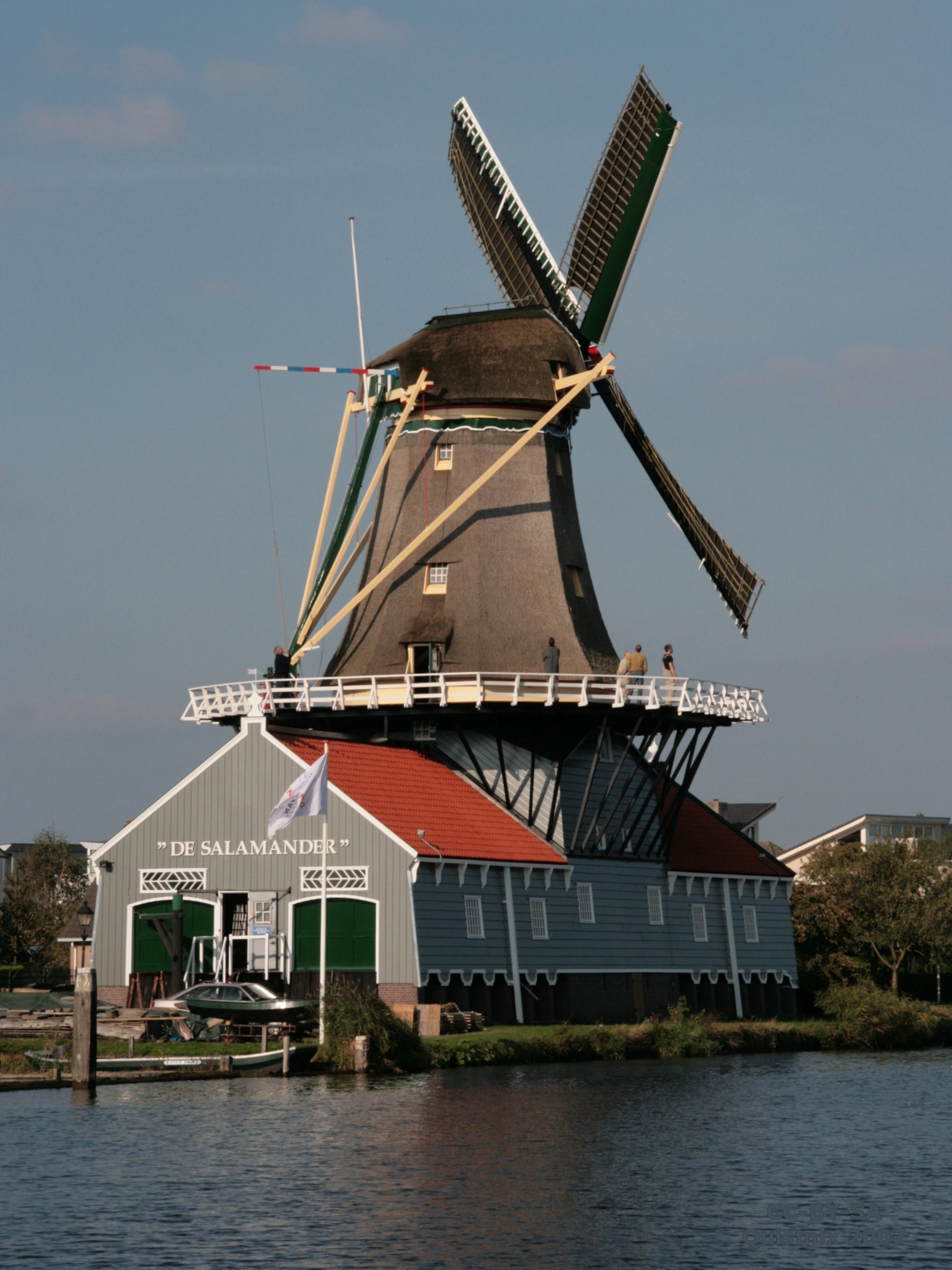
El molí De Salamander
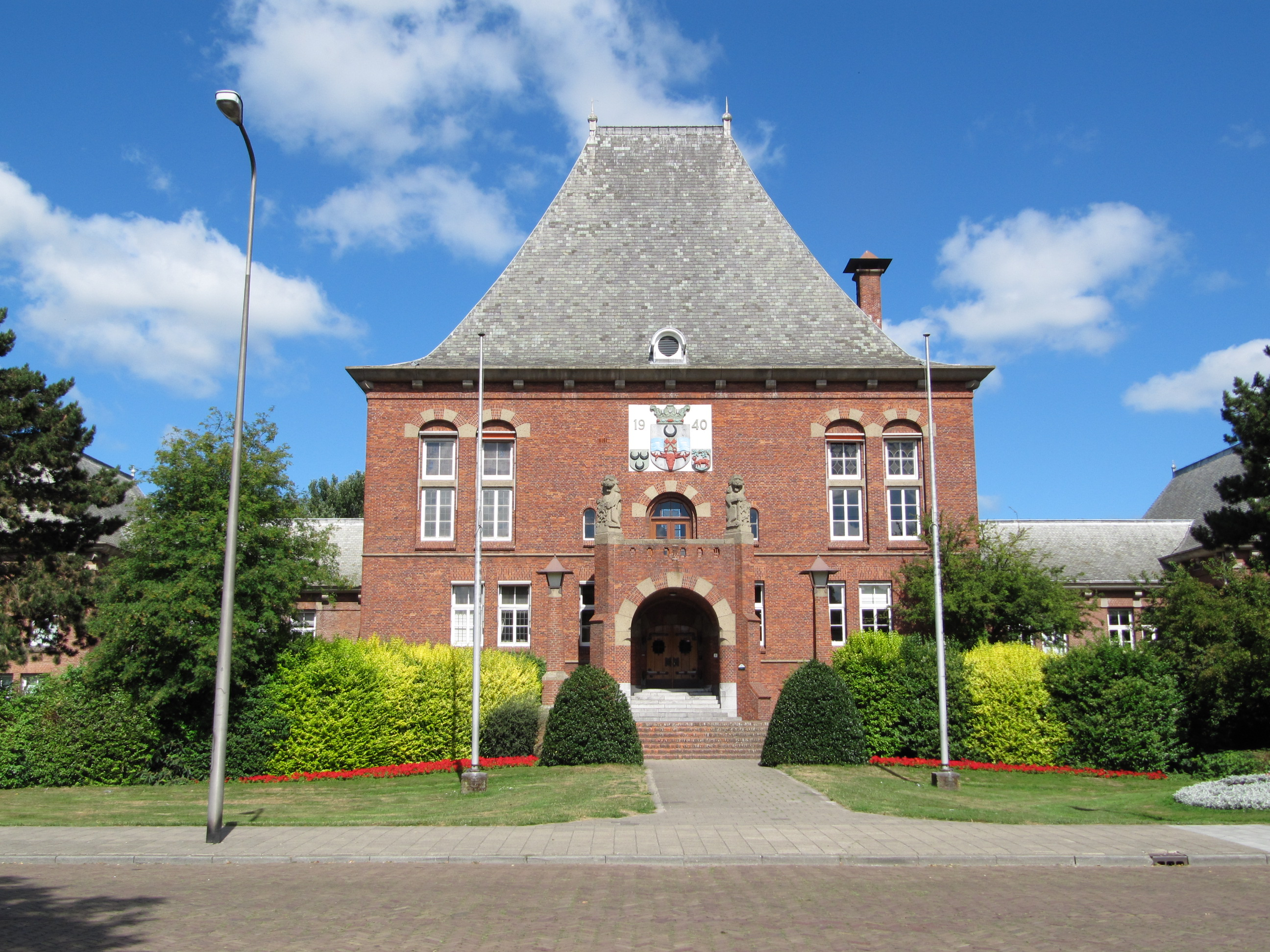
L'ajuntament